# The Last Stand (álbum de Sabaton)
The Last Stand es el octavo álbum de la banda sueca de power metal Sabaton, lanzado el 19 de agosto de 2016 por Nuclear Blast Records.

## Antecedentes
A pesar de que a través de las redes sociales los distintos miembros de la banda ya dejaron caer que estaban grabando un nuevo álbum, fue el 29 de abril de 2016 cuando se dieron los primeros detalles del álbum, entre ellos su fecha de salida a nivel global (19 de agosto de 2016).
Sabaton, a través de su página web oficial, lanzó el siguiente comunicado notificando la existencia de un nuevo álbum: "Ahora mismo estamos en el estudio, junto a nuestro productor Peter Tägtgren, grabando un álbum que marcará un nuevo capítulo en la historia de Sabaton. Hoy podemos revelar los primeros detalles del álbum que será lanzado a nivel mundial el 19 de agosto [de 2016]. Hemos decidido llamarlo <<The Last Stand>>."
El 20 de mayo de 2016, a través de la red social Facebook, se anunció que finalmente el álbum estaba terminado. "Hoy hemos terminado el nuevo álbum. Hoy lo celebramos", anuncia la banda a través de su página de Facebook oficial.
El 10 de junio del mismo año, sin ningún aviso previo, sale a la venta el primer sencillo del álbum, llamado The Lost Battalion, siendo la primera canción del álbum en salir de manera previa. Un mes más tarde, el 15 de julio de 2016 se lanzó el segundo sencillo, Blood of Bannockburn, siendo la primera canción del grupo en estar escrita en una escala mayor[cita requerida]. Por último, a una semana del lanzamiento oficial del álbum (12 de agosto de 2016), Sabaton publicó Shiroyama, su tercer sencillo. 

## Lista de canciones
| N.º | Título                                                           | Tema de la letra | Duración |  |
| 1.  | «Sparta» (Esparta)                                               | Sobre la Batalla de las Termópilas. | 4:24     |  |
| 2.  | «Last Dying Breath» (El último aliento antes de morir)           | Sobre Dragutin Gavrilović y la defensa de Belgrado en el contexto de la Primera Guerra Mundial. | 3:26     |  |
| 3.  | «Blood Of Bannockburn» (Sangre de Bannockburn)                   | Sobre la Batalla de Bannockburn en 1314. | 2:57     |  |
| 4.  | «Diary Of An Unknown Soldier» (Diario de un soldado desconocido) | Sobre la Ofensiva de Meuse-Argonne, narrada por Jon Schaffer, guitarrista de la banda de Heavy Metal Iced Earth. Es el prólogo a la canción The Lost Battalion. | 0:51     |  |
| 5.  | «The Lost Battalion» (El batallón perdido)                       | El Batallón Perdido es el nombre dado a las 9 compañías de la división 77 de los Estados Unidos durante la batalla de Argonne en 1918. Aun estando rodeados 550-575 hombres por el Ejército Alemán y sujetos accidentalmente a fuego de artillería amiga, siguieron luchando durante una semana hasta que fueron liberados. De los más de 500 soldados que entraron en el Bosque de Argonne, sólo 194 salieron ilesos. El resto resultaron muertos, desaparecidos, capturados o heridos. | 3:39     |  |
| 6.  | «Rorke's Drift»                                                  | Sobre la Batalla de Rorke's Drift en 1879, donde se enfrentaron los ingleses contra los zulús. | 3:28     |  |
| 7.  | «The Last Stand» (La última resistencia)                         | La estadía de la Guardia Suiza que se llevó a cabo durante el Saco de Roma el 6 de mayo de 1527. Los guardias suizos mantuvieron a raya a las tropas de Habsburgo el tiempo suficiente para que el papa Clemente escapara. | 3:58     |  |
| 8.  | «Hill 3234» (Colina 3234)                                        | Sobre la Batalla de la Colina 3234 durante la Guerra de Afganistán, en 1988. | 3:34     |  |
| 9.  | «Shiroyama»                                                      | Sobre la Batalla de Shiroyama, el 24 de septiembre de 1877 en Kagoshima, Japón. | 3:35     |  |
| 10. | «Winged Hussars» (Húsares alados)                                | Sobre los húsares alados polacos y la Batalla de Kahlenberg. | 3:53     |  |
| 11. | «The Last Battle» (La última batalla)                            | Sobre la Batalla por el Castillo Itter, el 5 de mayo de 1945. | 3:12     |  |

Como pistas extra se han confirmado un total de 3: 
| N.º | Título                                                        | Tema de la letra                  | Duración |  |
| 12. | «Camouflage» (Camuflaje)                                      | Canción original de Stan Ridgway  | 3:56     |  |
| 13. | «All Guns Blazing» (Todas las pistolas disparando)            | Canción original de Judas Priest. | 3:58     |  |
| 14. | «Afraid to Shoot Strangers» (Asustado de disparar a extraños) | Canción original de Iron Maiden   | 7:28     |  |

## Miembros participantes
- Joakim Brodén – voz, teclado.
- Pär Sundström – bajo, coros.
- Chris Rörland – guitarra, coros.
- Thobbe Englund – guitarra, coros.
- Hannes van Dahl – batería.